# Olympische Winterspiele 1964/Teilnehmer (Vereinigte Staaten)
| Gelbes Symbol für Goldmedaillen mit stilisierten Olympischen Ringen | Graues Symbol für Silbermedaillen mit stilisierten Olympischen Ringen | Braundes Symbol für Bronzemedaillen mit stilisierten Olympischen Ringen |
| ------------------------------------------------------------------- | --------------------------------------------------------------------- | ----------------------------------------------------------------------- |
| 1                                                                   | 2                                                                     | 4                                                                       |

Die Vereinigten Staaten nahmen an den IX. Olympischen Winterspielen 1964 im österreichischen Innsbruck mit einer Delegation von 89 Athleten in allen zehn Disziplinen teil, davon 71 Männer und 18 Frauen. Mit einer Goldmedaille, zwei Silber- und vier Bronzemedaillen platzierte sich die Vereinigten Staaten auf Rang sechs im Medaillenspiegel. Das einzige Gold gewann Richard McDermott im Eisschnelllauf über 500 Meter.
Fahnenträger bei der Eröffnungsfeier war der Eisschnellläufer Bill Disney.

## Teilnehmer nach Sportarten

### Biathlon
- Charlie Akers
20 km Einzel: 16. Platz (1:32:24,9 h)

- Peter Lahdenpera
20 km Einzel: 36. Platz (1:43:04,7 h)

- Paul Renne
20 km Einzel: 39. Platz (1:46:45,9 h)

- Bill Spencer
20 km Einzel: 30. Platz (1:36:49,8 h)

### Bob
Männer, Zweier
- Lawrence McKillip, James Lamy (USA-1)
5. Platz (4:24,60 min)

- Charlie McDonald, Chuck Pandolph (USA-2)
7. Platz (4:25,00 min)

Männer, Vierer
- Bill Hickey, Reg Benham, Bill Dundon, Chuck Pandolph (USA-1)
6. Platz (4:17,23 min)

- Lawrence McKillip, Neil Rogers, Mike Baumgartner, James Lamy (USA-2)
im dritten Lauf Rennen nicht beendet

### Eishockey
Männer
| - Daniel Dilworth - Dates Fryberger - David Brooks - Don Ross - Bill Reichart - Gary Schmalzbauer - Herb Brooks - Jim Westby - Pat Rupp | - Paul Coppo - Paul Johnson - Roger Christian - Jake McCoy - Thomas Martin - Tom Yurkovich - Wayne Meredith - Bill Christian |

- 5. Platz

### Eiskunstlauf
Männer
- Scott Allen
Bronze  (1873,6)

- Monty Hoyt
10. Platz (1755,5)

- Thomas Litz
6. Platz (1764,7)

Frauen
- Peggy Fleming
6. Platz (1819,6)

- Christine Haigler
7. Platz (1803,8)

- Albertina Noyes
8. Platz (1803,8)

Paare
- Cynthia Kauffman & Ronald Kauffman
8. Platz (92,8)

- Judianne Fotheringill & Jerry Fotheringill
7. Platz (94,7)

- Vivian Joseph & Ronald Joseph
Bronze  (89,2)

### Eisschnelllauf
Männer
- Bill Disney
500 m: 8. Platz (41,1 s)

- Tom Gray
500 m: 14. Platz (41,5 s)

- Richard McDermott
500 m: Gold  (40,1 s, olympischer Rekord)

- Eddie Rudolph
500 m: 6. Platz (40,9 s)
1500 m: 26. Platz (2:16,8 min)

- Floyd Bedbury
1500 m: 42. Platz (2:21,3 min)

- Buddy Campbell
1500 m: 25. Platz (2:16,4 min)

- Dick Hunt
1500 m: 15. Platz (2:14,4 min)
5000 m: 20. Platz (8:09,7 min)

- Stan Fail
5000 m: 38. Platz (8:31,9 min)

- Wayne LeBombard
5000 m: 29. Platz (8:21,3 min)
10.000 m: 30. Platz (17:30,6 min)

Frauen
- Jeanne Ashworth
500 m: 4. Platz (46,2 s)
1000 m: 11. Platz (1:38,7 min)
3000 m: 11. Platz (5:30,3 min)

- Mary Lawler
500 m: 7. Platz (46,6 s)
1500 m: 19. Platz (2:34,9 min)

- Janice Smith
500 m: 4. Platz (46,2 s)
1000 m: 7. Platz (1:36,7 min)
1500 m: 24. Platz (2:37,8 min)
3000 m: 15. Platz (5:24,3 min)

- Barb Lockhart
1000 m: 10. Platz (1:38,6 min)
3000 m: 23. Platz (5:43,2 min)

- Judy Morstein
1500 m: 15. Platz (2:33,3 min)

- Sylvia White
3000 m: 21. Platz (5:42,7 min)

### Nordische Kombination
- John Bower
Einzel (Normalschanze / 15 km): 15. Platz (403,76)

- Jim Page
Einzel (Normalschanze / 15 km): Wettkampf nicht beendet

- Jim Shea
Einzel (Normalschanze / 15 km): 27. Platz (346,76)

### Rennrodeln
Männer, Einsitzer
- George Farmer
29. Platz (4:16,60 min)

- Francis Feltman
13. Platz (3:35,05 min)

- Mike Hessel
22. Platz (3:43,30 min)

- Tom Neely
17. Platz (3:40,18 min)

Männer, Doppelsitzer
- Ray Fales, Nicholas Mastromatteo
13. Platz (2:11,93 min)

- Jim Higgins, Ron Walters
im ersten Lauf Rennen nicht beendet

Frauen, Einsitzer
- Dee Hirschland
ausgeschieden

### Ski Alpin
Männer
- Chuck Ferries
Abfahrt: 20. Platz (2:23,00 min)
Slalom: im Vorlauf ausgeschieden

- Billy Kidd
Abfahrt: 16. Platz (2:21,82 min)
Riesenslalom: 7. Platz (1:49,97 min)
Slalom: Silber  (2:11,27 min)

- Ni Orsi
Abfahrt: 14. Platz (2:21,59 min)

- Wallace Werner
Abfahrt: 17. Platz (2:22,05 min)
Riesenslalom: disqualifiziert
Slalom: 8. Platz (2:13,46 min)

- Jimmy Heuga
Riesenslalom: disqualifiziert
Slalom: Bronze  (2:11,52 min)

- Bill Marolt
Riesenslalom: 12. Platz (1:51,29 min)

Frauen
- Joan Hannah
Abfahrt: 15. Platz (2:01,88 min)
Riesenslalom: 26. Platz (2:03,79 min)
Slalom: 19. Platz (1:47,39 min)

- Jean Saubert
Abfahrt: 26. Platz (2:04,22 min)
Riesenslalom: Silber  (1:53,11 min)
Slalom: Bronze  (1:31,36 min)

- Krista Fanedl
Abfahrt: 31. Platz (2:04,22 min)
Riesenslalom: 37. Platz (2:10,76 min)
Slalom: im Vorlauf ausgeschieden

- Krista Fanedl
Abfahrt: 31. Platz (2:04,22 min)
Riesenslalom: 37. Platz (2:10,76 min)
Slalom: im Vorlauf ausgeschieden

- Margo Walters
Abfahrt: 21. Platz (2:02,68 min)

- Starr Walton
Abfahrt: 14. Platz (2:01,45 min)

- Barbara Ferries
Riesenslalom: 20. Platz (1:59,44 min)
Slalom: im Vorlauf ausgeschieden

- Linda Meyers
Riesenslalom: 30. Platz (2:03,46 min)
Slalom: 12. Platz (1:37,93 min)

### Skilanglauf
Männer
- Karl Bohlin
15 km: 47. Platz (57:54,0 min)

- John Bower
4 × 10 km Staffel: 13. Platz (2:39:17,3 h)

- Larry Damon
30 km: 46. Platz (1:42:57,7 h)
50 km: 28. Platz (3:05:06,4 h)

- Mike Elliott
15 km: 41. Platz (56:51,8 min)
30 km: 30. Platz (1:40:11,7 h)
4 × 10 km Staffel: 13. Platz (2:39:17,3 h)

- Mike Gallagher
15 km: 38. Platz (56:19,4 min)
4 × 10 km Staffel: 13. Platz (2:39:17,3 h)

- Jim Shea
30 km: 48. Platz (1:43:18,4 h)
4 × 10 km Staffel: 13. Platz (2:39:17,3 h)

- Dick Taylor
15 km: 49. Platz (58:19,6 min)
30 km: 42. Platz (1:42:39,5 h)
50 km: 34. Platz (3:09:58,3 h)

### Skispringen
- John Balfanz
Normalschanze: 10. Platz (206,5)
Großschanze: 41. Platz (180,2)

- Dave Hicks
Normalschanze: 41. Platz (190,3)
Großschanze: 29. Platz (195,3)

- Gene Kotlarek
Normalschanze: 14. Platz (203,4)
Großschanze: 24. Platz (197,5)

- Ansten Samuelstuen
Normalschanze: 24. Platz (200,4)
Großschanze: 33. Platz (189,0)